# Pennsylvania Lawn Tennis Championship
Il Pennsylvania Lawn Tennis Championship è stato un torneo di tennis giocato a Merion negli Stati Uniti su campi in cemento e in erba. Ha fatto parte del Grand Prix dal 1970 al 1974. La 1ª edizione risale al 1894. In passato era conosciuto anche col nome di Merion Grass Court Championships.

## Albo d'oro

### Singolare maschile
| Anno | Vincitore          | Finalista        | Punteggio                 |
| ---- | ------------------ | ---------------- | ------------------------- |
| 1955 | Tony Trabert       | Vic Seixas       | 6–1, 6–2, 6–3             |
| 1956 | Vic Seixas         | Art Larsen       | 7–5, 6–1, 6–4             |
| 1957 | Ashley Cooper      | Vic Seixas       | 6–3, 7–9, 6–4, 7–5        |
| 1958 | Barry MacKay (1)   | Alejandro Olmedo | 6–8, 6–4, 4–6, 6–3, 14–12 |
| 1959 | Barry MacKay (2)   | Ian Vermaak      | 9–7, 10–8, 6–0            |
| 1960 | Rod Laver          | Ron Holmberg     | 9–7, 8–6, 6–3             |
| 1961 | Jon Douglas        | Frank Froehling  | 6–2, 6–3, 6–1             |
| 1962 | Bill Bond          | Ron Holmberg     | 6–4, 6–4, 2–6, 2–6, 6–3   |
| 1963 | Chuck McKinley     | Dennis Ralston   | 6–2, 6–2, 6–4             |
| 1964 | Dennis Ralston     | Chuck McKinley   | 6–1, 7–5, 6–3             |
| 1965 | Charlie Pasarell   | Roy Emerson      | 6–4, 1–6, 6–3, 6–4        |
| 1966 | Clark Graebner (1) | Stan Smith       | 6–3, 6–4, 6–3             |
| 1967 | Cliff Drysdale     | Clark Graebner   | 3–6, 3–6, 11–9, 6–2, 7–5  |
| 1968 | Arthur Ashe        | Marty Riessen    | 6–2, 6–3, 6–3             |
| 1969 | Cliff Richey       | Bob Carmichael   | 6–4, 7–9, 6–2, 6–4        |
| 1970 | Ray Ruffels        | Jaime Fillol     | 6–2, 7–6, 6–3             |
| 1971 | Clark Graebner (2) | Dick Stockton    | 6–2, 6–4, 6–7, 7–5        |
| 1972 | Roger Taylor       | Malcolm Anderson | 6–4, 6–0, 6–4             |
| 1973 | Mike Estep         | Gene Scott       | 7–5, 3–6, 7–6, 3–6, 7–5   |
| 1974 | John Lloyd         | John Whitlinger  | 6–0, 4–6, 6–3, 7–5        |

### Doppio maschile
| Anno    | Vincitori                            | Finalisti                                                     | Punteggio                     |
| ------- | ------------------------------------ | ------------------------------------------------------------- | ----------------------------- |
| 1962    | Arthur Ashe Larry Nagler             | Bill Bond Ramsey Earnhart                                     | 6–4, 15–13, 6–4               |
| 1963    | Clark Graebner (1) Marty Riessen (1) | Chuck McKinley Dennis Ralston                                 | 6–4, 0–6, 6–4, 5–7, 6–3       |
| 1964-66 | Non disponibile                      | Non disponibile                                               | Non disponibile               |
| 1967    | Clark Graebner (2) Marty Riessen (2) | Owen Davidson Bill Bowrey                                     | 6–2, 9–11, 7–5                |
| 1968    |                                      | Arthur Ashe Marty Riessen vs. Charlie Pasarell Clark Graebner | 9–7, 10–8, 2–6, 28–30 sospesa |
| 1969    | Bill Bowrey (1) Jim Osborne (1)      | Dick Crealy Allan Stone                                       | 6–4, 6–3                      |
| 1970    | Bill Bowrey (2) Ray Ruffels          | Jim McManus Jim Osborne                                       | 3–6, 6–2, 7–5                 |
| 1971    | Clark Graebner (3) Jim Osborne (2)   | Robert McKinley Dick Stockton                                 | 7–6, 6–3                      |
| 1972    | Non disponibile                      | Non disponibile                                               | Non disponibile               |
| 1973    | Colin Dibley Allan Stone             | John Austin Fred McNair                                       | 7–6, 6–3                      |
| 1974    | Roy Barth Humphrey Hose              | Mike Machette Fred McNair                                     | 7–6, 6–2                      |

### Singolare femminile
| Anno | Campionessa | Finalista            | Punteggio     |
| ---- | ----------- | -------------------- | ------------- |
| 1971 | Eliza Pande | Lesley Turner Bowrey | 0–6, 6–2, 6–3 |

### Doppio femminile
| Anno | Campionesse                               | Finaliste                     | Punteggio     |
| ---- | ----------------------------------------- | ----------------------------- | ------------- |
| 1971 | Lesley Turner Bowrey Helen Gourlay-Cawley | Laura DuPont Marjorie Gengler | 5–7, 6–1, 6–1 |